# Chris Weitz
Chris Weitz (New York, 1969. november 30. –) amerikai filmrendező, producer, forgatókönyvíró és színész.
Legismertebb rendezései közé tartozik a bátyjával, Paullal közös Amerikai pite (1999) és az Egy fiúról (2002) – utóbbit legjobb forgatókönyv kategóriában Oscar- és BAFTA-díjra is jelölték. Önálló rendezése volt Az arany iránytű (2007) és az Alkonyat – Újhold (2009) című könyvadaptáció.

## Fiatalkora és családja
New Yorkban született, prominens filmművész családban. Édesapja, John Weitz író és divattervező. Édesanyját, Susan Kohner színésznőt 1960-ban Oscar-díjra jelöltek a Látszatélet című film mellékszerepéért. Anyai nagyapja Paul Kohner ügynök volt, aki olyan neveket képviselt a filmszakmában, mint Marlene Dietrich és Liv Ullmann. Anyai nagyanyja Lupita Tovar mexikói színésznő volt. Weitz bátyja, Paul szintén filmrendező lett.
A cambridge-i Trinity College főiskolán Rachel Weisz-szel együtt hallgatott angol irodalmat. Diplomázása után egy ideig szabadúszó újságíróként dolgozott.

## Pályafutása
Filmes karrierje 1998-ban kezdődött a Z, a hangya című animációs film forgatókönyvének megírásával. A film ugyan mérsékelt sikert aratott, de elindította Weitz pályafutását, és televíziós sorozatokkal kezdett el foglalkozni. Az áttörést 1999-ben az Amerikai pite című ifjúsági vígjáték jelentette számára. Ezt testvérével, a négy évvel idősebb Paullal rendezte, Chris pedig a produceri feladatkört is betöltötte (Chris nevét a stáblistán nem tüntették fel rendezőként). Ezután a testvérek számos, kevésbé sikeres filmet jegyeztek, köztük az Amerikai pite folytatásait.
2002-ben elvállalták az Egy fiúról című adaptációt, melynek forgatókönyvéért Oscar-jelölést kaptak. Az arany iránytű már Chris Weitz önálló 2007-es projektje volt, bár kalandos úton került a rendezői székbe. Miután szerződtették, úgy érezte, nagy feladat neki a népszerű fantasyregényen alapuló történet megfilmesítése. A fanatikus rajongók sem örültek személyének, így Weitz kiszállt a projektből. Anand Tuckerrel szándékozták helyettesíteni, de Tucker is meggondolta magát, így végül Weitz mégis elvállalta a feladatot. A film hazájában nem aratott átütő sikert, a többi országban azonban népszerű lett. 2009-ben újra a fantasy műfajhoz nyúlt, Stephenie Meyer nagy sikerű Alkonyat-sorozatának második kötetét filmesítve meg, Alkonyat – Újhold címmel. A film Weitz karrierjének legnagyobb bevételét produkálta, több mint 296 millió dollárt termelve.
2011-ben jelent meg a mexikói illegális bevándorlók életét bemutató, szinte kizárólag spanyolajkú színészeket felvonultató A kertész című filmdrámája. 2015-ben a Hamupipőke forgatókönyvét írta meg. Egy évvel később hasonló feladatkörben a Zsivány Egyes – Egy Star Wars-történet című Star Wars-film írója volt. Következő rendezését, egy Adolf Eichmann elfogásáról szóló történelmi filmdrámát 2018-ban mutatták be A végső hadművelet címmel.
2024-ben került mozikba aMItől félsz című horrorfilmje, melyet rendezőként, íróként és producerként is jegyez.
Weitz időnként színészkedik is, 2000-ben a Chuck és Buck című vígjátékban játszott, 2005-ben a Angelina Jolie–Brad Pitt fémjelezte Mr. és Mrs. Smith-ben is feltűnt.

## Filmográfia

### Rendezőként
| Év   | Magyar cím                             | Eredeti cím                           | Feladatkör        | Feladatkör | Feladatkör |
| Év   | Magyar cím                             | Eredeti cím                           | Rendező           | Író        | Producer   |
| ---- | -------------------------------------- | ------------------------------------- | ----------------- | ---------- | ---------- |
| 1998 | Z, a hangya                            | Antz                                  | Nem               | Igen       | Nem        |
| 1999 | Amerikai pite                          | American Pie                          | Nincs feltüntetve | Nem        | Igen       |
| 2000 | Bölcsek kövére 2. – A Klump család     | Nutty Professor II: The Klumps        | Nem               | Igen       | Nem        |
| 2001 | Amerikai pite 2.                       | American Pie 2                        | Nem               | Nem        | Vezető     |
| 2001 | Mennyé má!                             | Down to Earth                         | Igen              | Nem        | Nem        |
| 2002 | Egy fiúról                             | About a Boy                           | Igen              | Igen       | Nem        |
| 2003 | Amerikai pite: Az esküvő               | American Wedding                      | Nem               | Nem        | Vezető     |
| 2004 |                                        | See This Movie                        | Nem               | Nem        | Vezető     |
| 2004 | Jó társaság                            | In Good Company                       | Nem               | Nem        | Igen       |
| 2006 | Király ötletek                         | Bickford Shmeckler's Cool Ideas       | Nem               | Nem        | Igen       |
| 2006 | American Dreamz                        | American Dreamz                       | Nem               | Nem        | Vezető     |
| 2007 | Az arany iránytű                       | The Golden Compass                    | Igen              | Igen       | Nem        |
| 2008 | Dalok ismerkedéshez                    | Nick & Norah's Infinite Playlist      | Nem               | Nem        | Igen       |
| 2009 | Egy egyedülálló férfi                  | A Single Man                          | Nem               | Nem        | Igen       |
| 2009 | Alkonyat – Újhold                      | The Twilight Saga: New Moon           | Igen              | Nem        | Nem        |
| 2011 | A kertész                              | A Better Life                         | Igen              | Nem        | Igen       |
| 2012 | Amerikai pite: A találkozó             | American Reunion                      | Nem               | Nem        | Vezető     |
| 2015 | Hamupipőke                             | Cinderella                            | Nem               | Igen       | Nem        |
| 2016 | Stréberek                              | Good Kids                             | Nem               | Nem        | Igen       |
| 2016 | Zsivány Egyes – Egy Star Wars-történet | Rogue One: A Star Wars Story          | Nem               | Igen       | Nem        |
| 2017 |                                        | Columbus                              | Nem               | Nem        | Igen       |
| 2017 | Hegyek között                          | The Mountain Between Us               | Nem               | Igen       | Nem        |
| 2017 | A nagy esemény                         | A Happening of Monumental Proportions | Nem               | Nem        | Igen       |
| 2018 | A végső hadművelet                     | Operation Finale                      | Igen              | Nem        | Nem        |
| 2018 |                                        | Boogeyman Pop                         | Nem               | Nem        | Igen       |
| 2018 | A lelőhely                             | Prospect                              | Nem               | Nem        | Vezető     |
| 2019 | A búcsú                                | The Farewell                          | Nem               | Nem        | Igen       |
| 2023 | Az Alkotó                              | The Creator                           | Nem               | Igen       | Nem        |
| 2024 | aMItől félsz                           | Afraid                                | Igen              | Igen       | Igen       |

Színészként
- Király ötletek (2006)
- Mr. és Mrs. Smith (2005)
- Chuck és Buck (2000)
- The Broken Hearts Club (2000)